# Gustav Kuhn
Gustav Kuhn (Predlitz-Turrach, 28 agosto 1945) è un direttore d'orchestra, compositore, direttore teatrale, insegnante e scrittore austriaco.
Durante la sua carriera internazionale di direttore d'orchestra, ha fondato nel 1987 l'"Accademia di Montegral" per giovani musicisti e cantanti, ha ricoperto la direzione artistica del Tiroler Festspiele Erl, da lui fondato, per oltre 20 anni ed è stato direttore artistico del concorso internazionale di canto "Neue Stimmen" della Fondazione Bertelsmann poiché il concorso è stato istituito nel 1987. A causa delle accuse rivolte contro di lui, ha interrotto la collaborazione nel settembre 2018.

## Biografia
Nato a Turrach, Stiria e cresciuto a Salisburgo, Kuhn ricevette lezioni di violino e pianoforte da bambino e studiò direzione d'orchestra ai conservatori di Vienna e Salisburgo con Gerhard Wimberger, Hans Swarowsky, Bruno Maderna ed Herbert von Karajan. Nel 1970 fu insignito della Medaglia Lilli Lehmann all'Università Mozarteum di Salisburgo. Conseguì il dottorato in filosofia presso l'Università di Salisburgo. All'età di 24 anni vinse il primo premio al concorso internazionale di direzione dell'ORF.
Dal 1970 al 1977 è stato primo direttore di coro e direttore d'orchestra all'Opera House di Istanbul, poi 1° Kapellmeister all'Opera House di Dortmund. Durante questo periodo, ha fatto apparizioni a Palermo, Napoli e Bologna, e successivamente a Roma, Firenze, Venezia e Zurigo. Successivamente ha diretto la Berliner Philharmoniker, la Dresdner Staatskapelle, la Israel Philharmonic, la London Philharmonic e la London Symphony Orchestra, la Royal Philharmonic Orchestra, l'Orchestra Filarmonica della Scala di Milano, l'Orchestre National de France di Parigi, l'Accademia Nazionale di Santa Cecilia a Roma così come la NHK Orchestra di Tokyo e i Wiener Philharmoniker. Nel 1974 ha fondato l'Istituto di Musica Aleatoria a Salisburgo. Nel 1977 debutta all'Opera di Stato di Vienna con Elektra di Richard Strauss, nel 1978 all'Opera di Stato della Baviera e al Festival di Salisburgo. La stagione successiva ha diretto per la prima volta alla Royal Opera House, Covent Garden di Londra e nel 1979 è diventato direttore musicale generale a Berna. Nel 1980 diresse lo spettacolo di apertura al Glyndebourne Festival Opera. Nel 1981 debutta negli Stati Uniti (Fidelio a Chicago), 1982 all'Opera di Parigi (Così fan tutte), nel 1984 alla Scala di Milano (Tannhäuser) e nel 1986 all'Arena di Verona (Un ballo in maschera) .
Dal 1983 al 1985 Kuhn è stato Direttore Musicale Generale dell'Opera di Bonn. Nel 1985 ruppe con il suo insegnante Herbert von Karajan. Nello stesso anno, Kuhn schiaffeggiò il direttore generale del Bühnen der Stadt Bonn, Jean-Claude Riber, fatto che suscitò grande scalpore e gli valse il soprannome di "Watsch'n-Gustl" nella stampa locale.
Nel 1986 Kuhn debuttò come regista d'opera (scene e costumi Peter Papst) con L'olandese volante di Trieste, il concetto di "sala-opera" fu sviluppato da lui per la Suntory Hall nel 1993. Ha diretto presso il Festival di Salisburgo fino al 1997 (1989 Un ballo in maschera; 1992, 1994 e 1997 La clemenza di Tito).
Nel 1986 è stato nominato Direttore Principale del Teatro dell'Opera di Roma e successivamente Direttore Artistico del Teatro di San Carlo di Napoli. Dal 1990 al 1994 è stato responsabile del Festival allo Sferisterio di Macerata.
Dal 1987 al settembre 2018 Kuhn è stato direttore artistico del concorso internazionale di canto Neue Stimmen della Fondazione Bertelsmann a Gütersloh. Nel 1987 ha fondato un'accademia per giovani cantanti ("Accademia di Montegridolfo") nella piccola cittadina romagnola di Montegridolfo, non lontano da Pesaro, dove ha spesso diretto al Rossini Opera Festival, che ha ribattezzato "Accademia di Montegral" nel 1992 Dal 2000 la sede dell'Accademia è il Convento dell'Angelo a Lucca (Toscana). Nel 1997 Kuhn ha fondato il Festival tirolese Erl. Dopo diversi anni di lavoro sull'Anello di Wagner, il Tiroler Festspiele Erl è andato in tournée con questa produzione per la prima volta nel 2005 (Santander) e ha prodotto l'Anello di 24 ore, diventato leggendario. Nello stesso anno, l'imprenditore edile Hans Peter Haselsteiner ha assunto la presidenza del Tiroler Festspiele Erl. In qualità di sponsor ha reso possibile la costruzione di una nuova sala del festival. Fino all'estate del 2012 Kuhn ha diretto e diretto dieci importanti opere wagneriane nell'Erl Passion Playhouse. L'inaugurazione del Festspielhaus avvenne il 26 dicembre dello stesso anno.
Kuhn è stato direttore artistico dell'Orchestra Haydn di Bolzano e Trento da gennaio 2003 a dicembre 2012. Nel 2010, su proposta del governatore provinciale Durnwalder, ha fondato il Festival dell'Alto Adige (Dobbiaco), che ha anche diretto fino al 2012.
Le sue composizioni comprendono opere orchestrali, messe e brani solisti; la sua orchestrazione de Il diario di uno che scomparve di Janáček all'Opéra National de Paris (edito da Edition Peters) ebbe successo. Dal 2007 è di nuovo ospite fisso della serie di concerti Delirium nella sua città natale, Salisburgo.
Kuhn ha pubblicato registrazioni con le case discografiche Col legno (di cui è direttore artistico insieme ad Andreas Schett dal 2006), Sony/BMG, EMI, CBS, Capriccio, Supraphon, Orfeo, Koch/Schwann, Coreolan, ARTE NOVA. Il suo libro Aus Liebe zur Musik è stato pubblicato nel 2000 da Henschel Verlag, Berlino.
Con la moglie Andrea ha avuto un figlio e una figlia (nati nel 1972 e nel 1980). Una figlia è nata da una seconda relazione. Dalla sua relazione con il soprano Nadja Michael sono nate altre due figlie.

## Accademia di Montegral
Nata nel 1987 come "Accademia di Montegridolfo" con lo scopo di formare e promuovere giovani artisti e ribattezzata "Accademia di Montegral" nel 1992, l'Accademia ha sede nel Convento dell'Angelo a Lucca (Toscana) dal 2000. Oltre a offrire laboratori e preparare progetti artistici, mira a fornire una formazione musicale e culturale completa. Fin dalla sua apertura nella chiesa del convento si tengono regolarmente messe musicali e concerti.

## Tiroler Festspiele Erl
Nel 1997 Kuhn ha fondato il Tyrolean Festival Erl, che ha celebrato la sua apertura nel 1998 con l'esecuzione de L'oro del Reno. Da allora il palcoscenico della Passion Playhouse, costruito da Robert Schuller nel 1959, è stato utilizzato ogni anno. Tra il 1998 e il 2006 Kuhn ha messo in scena e diretto L'anello del Nibelungo, Tristano e Isotta, Parsifal di Wagner e l'Elettra di Strauss. Dopo l'Anello di 24 ore, acclamato a livello internazionale nel 2005, Kuhn ha presentato una maratona wagneriana di sette giorni per il decimo anniversario del Festival del Tirolo nel 2007. Nel 2009 sono stati eseguiti Fidelio di Beethoven, Elettra e I maestri cantori di Norimberga di Wagner, seguiti nel 2010 da L'olandese volante e Il flauto magico, nel 2011 Tannhäuser, nel 2012 Lohengrin. Una nuova sala delle feste è stata costruita come secondo palcoscenico per il Festival Tirolese 2010-2012. Con la Tosca di Puccini, un'opera italiana è stata rappresentata per la prima volta al Tiroler Festspiele Erl nell'estate 2012.
Nel 2012, per l'inaugurazione del Festspielhaus, sono stati eseguiti Barbablù di Jacques Offenbach e Le nozze di Figaro di Mozart, nel 2013 Tosca di Puccini e Don Giovanni di Mozart; per la stagione invernale 2014 Fidelio, Così fan tutte e una produzione low budget de I sette peccati capitali. Poiché la Passion Playhouse non era disponibile nell'estate del 2013, al Festspielhaus fu eseguita una "Estate verdiana" con Rigoletto, La traviata e Il trovatore. Nell'autunno 2014 c'è stata la prima mondiale dell'opera El Juez di Christian Kolonovits, scritta per il ritorno di José Carreras.
Nel 2018 il giornalista tirolese Markus Wilhelm denunciò "cattive condizioni di lavoro e comportamento autoritario" di Kuhn a Erl. e furono sollevate accuse di plagio in relazione alla sua tesi di dottorato. Sia Kuhn che Haselsteiner hanno reagito con una serie di cause civili.
Le accuse di plagio portarono a una procedura d'esame da parte di una "Commissione per la buona pratica scientifica" dell'Università di Salisburgo, che aveva accettato la tesi. La commissione rilevò che la tesi di dottorato di Kuhn "conteneva passaggi di testo plagiati oltre a errori tecnici". Questi erano già stati individuati in due relazioni di tesi nel 1969. Tuttavia non fu sufficiente per privare Kuhn del suo titolo accademico perché "i brani di testo plagiati si trovano in una parte della tesi che, secondo la struttura della tesi, è di carattere illustrativo. Kuhn non tenta in alcun modo o in nessun momento di spacciare questi passaggi come sue dichiarazioni", afferma la dichiarazione. Piuttosto, Kuhn si era inequivocabilmente riferito a pensieri estranei. "Il fatto che la loro origine non sia stata accuratamente dimostrata in parte costituisce una carenza nella stesura, ma non consente di trovare un inganno intenzionale, né in sé né nel contesto". Il ricercatore del plagio Stefan Weber fu fortemente in disaccordo con questa opinione.
Nel luglio 2018, cinque musiciste si sono lamentate di aggressioni sessuali da parte di Kuhn in una lettera aperta. Le aggressioni sarebbero avvenute tra il 1998 e il 2017, quando le musiciste erano impiegate dal Tyrolean Festival Erl. A seguito della conclusione del programma estivo 2018, Kuhn ha quindi sospeso la sua posizione di direttore artistico del Festival il 31 luglio 2018 con effetto immediato fino a quando le accuse non saranno state completamente chiarite. Nel settembre 2018 ha anche preso congedo come direttore a Erl, poco prima che otto artisti (maschi) ed ex membri dello staff sostenessero gli autori della lettera aperta in una dichiarazione di solidarietà il 29 settembre. Allo stesso tempo sulla rivista austriaca Profil è apparso un ampio servizio, che ha approfondito le accuse e fornito ulteriori dettagli sulla causa sotto il titolo "Accuse complete contro il direttore artistico di Erl, Kuhn". Un'intervista con Kuhn, in cui è stato nuovamente confrontato con le accuse, ha avuto luogo il 22 ottobre 2018 nel programma Zeit im Bild.
Il 24 ottobre 2018 fu annunciato che Kuhn si sarebbe dimesso da tutte le sue funzioni con effetto immediato. Nell'ottobre 2018, Bernd Loebe è stato presentato come successore di Kuhn, assumendo la direzione dal 1º settembre 2019 insieme a quella dell'Oper Frankfurt.
Nel novembre 2019 la Commissione per la parità di trattamento della Cancelleria austriaca ha stabilito che si erano verificate senza dubbio molestie sessuali da parte di Kuhn. Tuttavia, nel marzo 2020, l'indagine contro Kuhn fu interrotta, poiché nella maggior parte dei casi "qualsiasi condotta penalmente rilevante era già prescritta [...] o [...] non era stata punibile al momento del reato in questione" al momento dell'inizio dell'indagine.

## Onorificenze
Nel 1999, Kuhn ha ricevuto il Tiroler Adler-Orden, "un premio del governo provinciale per i non tirolesi il cui rapporto con la provincia del Tirolo è di particolare importanza politica, economica o culturale".
Il 9 gennaio 2020 l'assessore regionale alla Cultura Beate Palfrader (ÖVP) ha chiarito "che con le conoscenze odierne un'assegnazione dell'ordine non sarebbe stata un'opzione per lei". (Formulazione secondo ORF)
Nei giorni precedenti il direttore del Green caucus Gebi Mair aveva spinto per una procedura di revoca all'interno della coalizione.
Il 10 gennaio 2020 Kuhn informò per lettera il Landesregierung Platter III che desiderava restituire questo ordine.